# رونی بویس
رونی بویس (به انگلیسی: Ronnie Boyce؛ ۶ ژانویهٔ ۱۹۴۳ – ۱۳ فوریهٔ ۲۰۲۵) بازیکن فوتبال اهل بریتانیا بود.
از جمله باشگاه‌هایی که وی در آن‌ها بازی کرده، می‌توان به باشگاه فوتبال وستهام یونایتد اشاره کرد.